# Saint-Vulbas
Saint-Vulbas [sɛ̃ vylba] est une commune française, située dans le département  de l'Ain en région Auvergne-Rhône-Alpes. Ses habitants sont les Villibadois et Villibadoises. La commune appartient à l'aire urbaine de Lyon.

## Géographie
La commune est située sur la rive droite du Rhône, à 205 mètres d'altitude, à environ 43 km au nord-est de Lyon, 18 km de Meximieux et 20 km d'Ambérieu-en-Bugey. Sur son territoire se trouve la centrale nucléaire du Bugey ainsi que le parc industriel de la Plaine de l'Ain.
La commune est située dans la petite région de la plaine de l'Ain, entre Bas-Bugey et Côtière.

### Climat
Pour des articles plus généraux, voir Climat d'Auvergne-Rhône-Alpes et Climat de l'Ain.
En 2010, le climat de la commune est de type climat des marges montargnardes, selon une étude du CNRS s'appuyant sur une série de données couvrant la période 1971-2000. En 2020, Météo-France publie une typologie des climats de la France métropolitaine dans laquelle la commune est exposée à un climat de montagne ou de marges de montagne et est dans la région climatique Bourgogne, vallée de la Saône, caractérisée par un bon ensoleillement (1 900 h/an), un été chaud (18,5 °C), un air sec au printemps et en été et des vents faibles.
Pour la période 1971-2000, la température annuelle moyenne est de 12,1 °C, avec une amplitude thermique annuelle de 18,3 °C. Le cumul annuel moyen de précipitations est de 1 100 mm, avec 10,4 jours de précipitations en janvier et 7 jours en juillet. Pour la période 1991-2020, la température moyenne annuelle observée sur la station météorologique de Météo-France la plus proche, sur la commune de Bénonces à 14 km à vol d'oiseau, est de 8,2 °C et le cumul annuel moyen de précipitations est de 1 723,5 mm,. Pour l'avenir, les paramètres climatiques de la commune estimés pour 2050 selon différents scénarios d'émission de gaz à effet de serre sont consultables sur un site dédié publié par Météo-France en novembre 2022.

## Urbanisme

### Typologie
Au 1er janvier 2024, Saint-Vulbas est catégorisée commune rurale à habitat dispersé, selon la nouvelle grille communale de densité à 7 niveaux définie par l'Insee en 2022.
Elle est située hors unité urbaine. Par ailleurs la commune fait partie de l'aire d'attraction de Lyon, dont elle est une commune de la couronne,. Cette aire, qui regroupe 397 communes, est catégorisée dans les aires de 700 000 habitants ou plus (hors Paris),.

### Occupation des sols
L'occupation des sols de la commune, telle qu'elle ressort de la base de données européenne d’occupation biophysique des sols Corine Land Cover (CLC), est marquée par l'importance des territoires agricoles (58 % en 2018), en diminution par rapport à 1990 (76,1 %). La répartition détaillée en 2018 est la suivante : 
terres arables (55,3 %), zones industrielles ou commerciales et réseaux de communication (29,2 %), zones urbanisées (5,5 %), eaux continentales (5,5 %), zones agricoles hétérogènes (2,7 %), forêts (1,8 %).
L'évolution de l’occupation des sols de la commune et de ses infrastructures peut être observée sur les différentes représentations cartographiques du territoire : la carte de Cassini (XVIIIe siècle), la carte d'état-major (1820-1866) et les cartes ou photos aériennes de l'IGN pour la période actuelle (1950 à aujourd'hui).

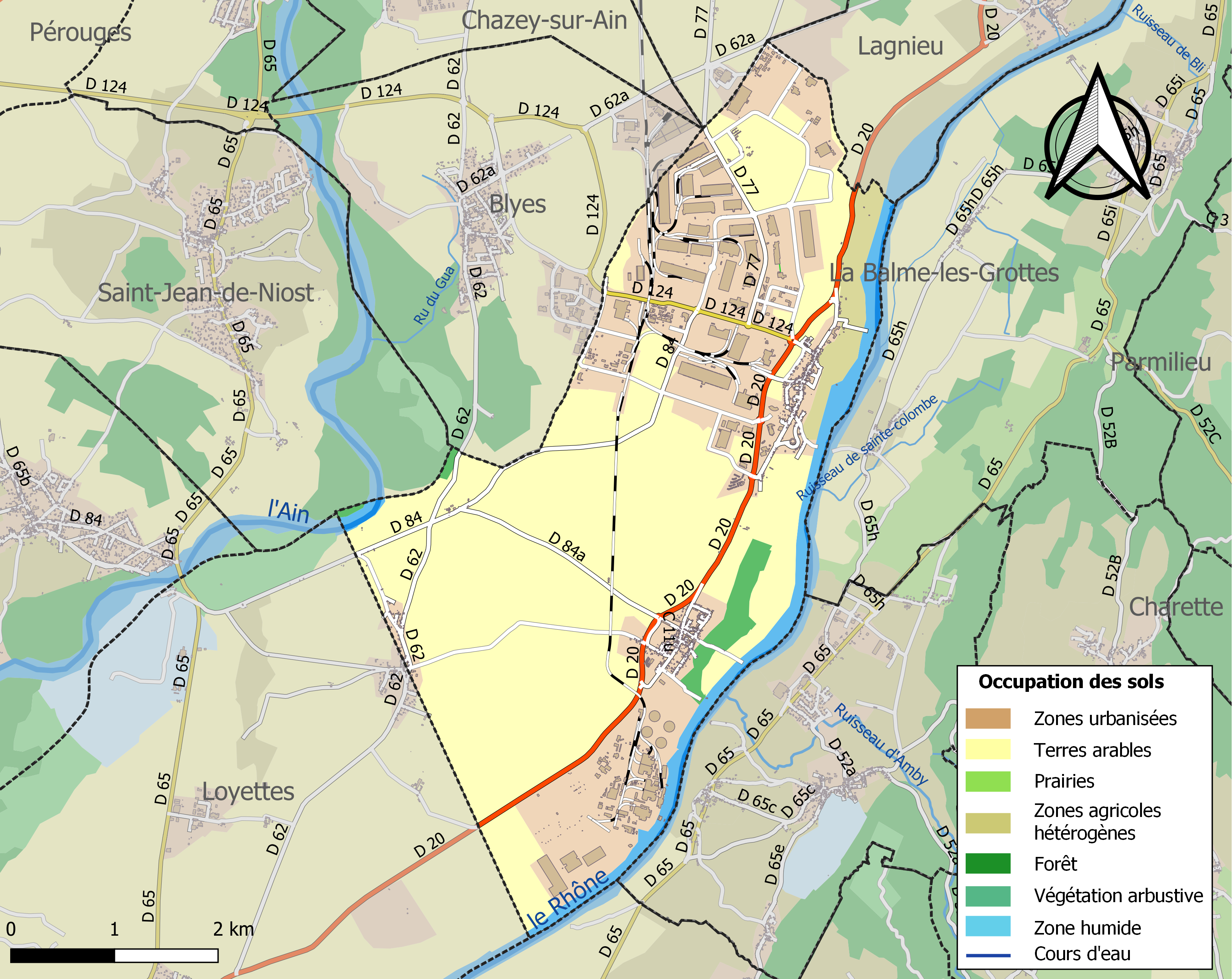
Carte des infrastructures et de l'occupation des sols de la commune en 2018 (CLC).

## Toponymie
Elle doit son nom à Saint Villebaud, également Saint Vulbas ou Saint Bourbas, en latin Vulbandus ou Vibaldus, martyr en Bas-Bugey, VIIe siècle . fêté  le 10 Μai.
Le patrice Villebaud fut assassiné par Flaucat (Flocate, Flaochat, Flaocat, Flachat, Flaocatus), maire du palais de Bourgogne sous Clovis II.

## Histoire

### Seconde Guerre mondiale
Durant la Seconde Guerre mondiale, le Special Operations Executive disposait du terrain d'aviation FIGUE à Saint-Vulbas.

## Politique et administration

### Découpage territorial
La commune de Saint-Vulbas est membre de la communauté de communes de la Plaine de l'Ain, un établissement public de coopération intercommunale (EPCI) à fiscalité propre créé le 15 décembre 2002 dont le siège est à Chazey-sur-Ain. Ce dernier est par ailleurs membre d'autres groupements intercommunaux.
Sur le plan administratif, elle est rattachée à l'arrondissement de Belley, au département de l'Ain et à la région Auvergne-Rhône-Alpes. Sur le plan électoral, elle dépend du  canton de Lagnieu pour l'élection des conseillers départementaux, depuis le redécoupage cantonal de 2014 entré en vigueur en 2015, et de la deuxième circonscription de l'Ain  pour les élections législatives, depuis le dernier découpage électoral de 2010.

### Administration municipale
| Période                                  | Période  | Identité       | Étiquette | Qualité  |
| ---------------------------------------- | -------- | -------------- | --------- | -------- |
| avant 1981                               | ?        | Marc Giroud    |           |          |
| juin 1995                                | En cours | Marcel Jacquin | SE        | Retraité |
| Les données manquantes sont à compléter. |          |                |           |          |

## Population et société

### Démographie
L'évolution du nombre d'habitants est connue à travers les recensements de la population effectués dans la commune depuis 1793. Pour les communes de moins de 10 000 habitants, une enquête de recensement portant sur toute la population est réalisée tous les cinq ans, les populations de référence des années intermédiaires étant quant à elles estimées par interpolation ou extrapolation. Pour la commune, le premier recensement exhaustif entrant dans le cadre du nouveau dispositif a été réalisé en 2004.
En 2022, la commune comptait 1 229 habitants, en évolution de −5,9 % par rapport à 2016 (Ain : +5,15 %, France hors Mayotte : +2,11 %).
| 1793 | 1800 | 1806 | 1821 | 1831 | 1836 | 1841 | 1846 | 1851 |
| ---- | ---- | ---- | ---- | ---- | ---- | ---- | ---- | ---- |
| 420  | 412  | 586  | 602  | 625  | 630  | 624  | 680  | 708  |

| 1856 | 1861 | 1866 | 1872 | 1876 | 1881 | 1886 | 1891 | 1896 |
| ---- | ---- | ---- | ---- | ---- | ---- | ---- | ---- | ---- |
| 683  | 694  | 662  | 631  | 606  | 600  | 592  | 527  | 483  |

| 1901 | 1906 | 1911 | 1921 | 1926 | 1931 | 1936 | 1946 | 1954 |
| ---- | ---- | ---- | ---- | ---- | ---- | ---- | ---- | ---- |
| 428  | 450  | 410  | 389  | 366  | 354  | 307  | 255  | 274  |

| 1962 | 1968 | 1975 | 1982 | 1990 | 1999 | 2004 | 2006 | 2009 |
| ---- | ---- | ---- | ---- | ---- | ---- | ---- | ---- | ---- |
| 263  | 370  | 975  | 464  | 710  | 804  | 883  | 870  | 949  |

| 2014  | 2019  | 2022  | - | - | - | - | - | - |
| ----- | ----- | ----- | - | - | - | - | - | - |
| 1 126 | 1 246 | 1 229 | - | - | - | - | - | - |

### Sports
La ville est réputée pour le sport-boules (« boule lyonnaise »), dont le club accueille beaucoup de champions. Elle abrite le siège de la Fédération internationale de boules (FIB), association créée en 1946 qui régit le sport-boules au niveau international et représente cette discipline au sein de la Confédération mondiale des sports de boules.
En cyclisme, la commune a régulièrement été une ville-étape du Tour de l'Ain. En 2024, Saint-Vulbas accueille l'arrivée de la 5e étape du Tour de France.

## Culture et patrimoine

### Lieux et monuments

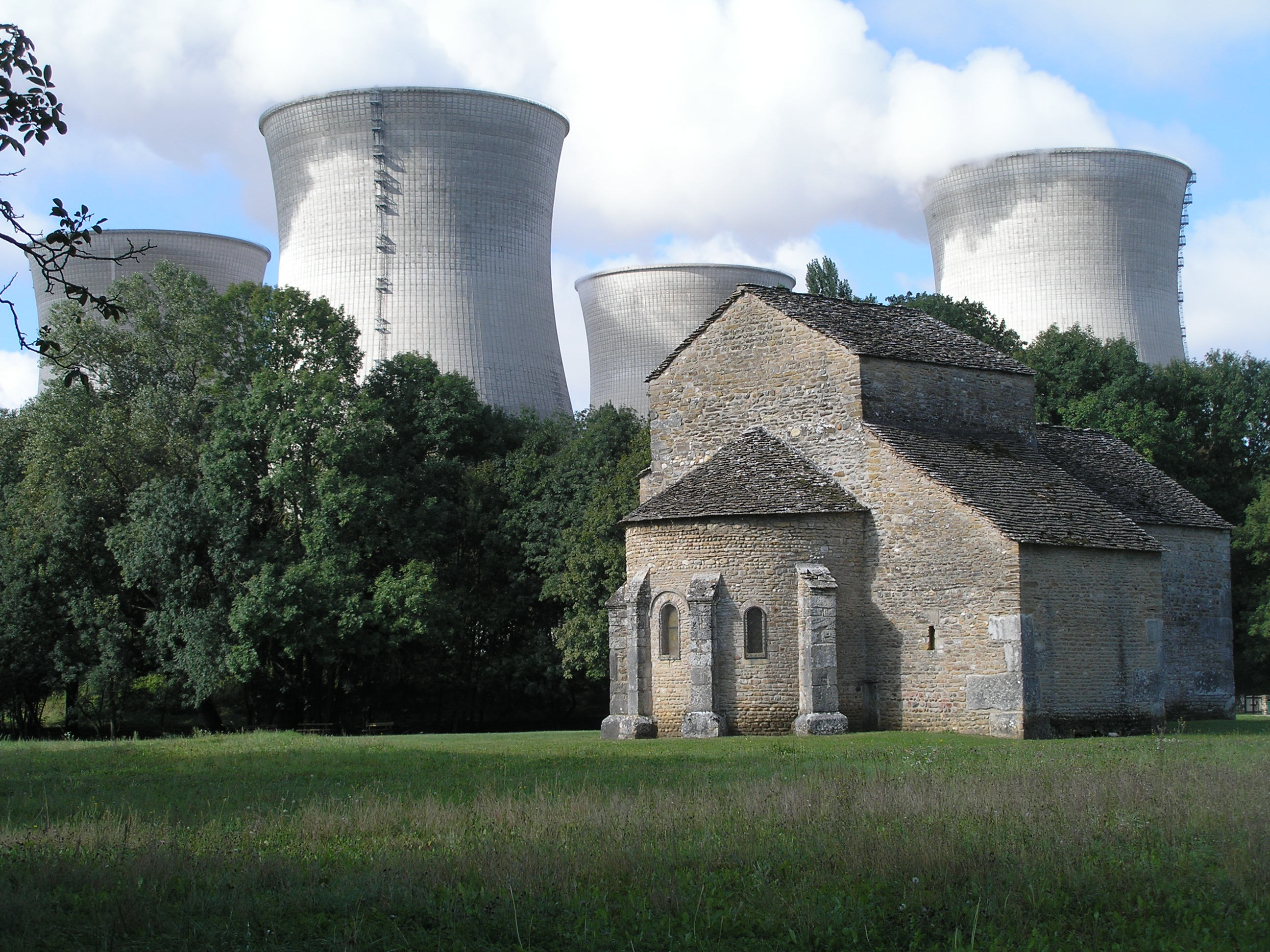
La chapelle de Marcilleux classée au titre des Monuments historiques. Au second plan, les tours de réfrigération des tranches 4 et 5 de la centrale nucléaire du Bugey.

- Chapelle romane de Marcilleux, du XIIe siècle de Marcilleux, classée monument historique depuis le 11 mars 1944[20].
- Maison dite « maison Morel » du XVIIIe siècle à Marcilleux. Autrefois, Marcilleux était un petit village bien à part. Il fut connu au début du XIXe siècle par le terrible drame qui se déroula chez madame Carra de Vaux, tante d'Alphonse de Lamartine. Le jeune Lyon des Roys, en séjour à Marcilleux, se donna la mort dans la propriété de sa sœur. Ce fut le premier grand drame de l'époque romantique qui devait en connaître bien d'autres. La belle maison du XVIIIe siècle existe toujours. Elle fut la propriété de l'abbé Servant, curé de Saint-Georges à Lyon, et ensuite appartint pendant un siècle à la famille Morel-Grobon. Elle est entourée d'un joli parc. Thérèse Morel (qui épousa le Lyonnais Florian Bruyas, futur sénateur du Rhône) et son cousin Léon furent parrain et marraine de la cloche de Saint-Vulbas (qui se nomme Léonie Thérèse).
- Église Saint-Vulbas de Saint-Vulbas, mentionnée dès le IXe siècle, abritant le sarcophage de saint Vulbas. Ce sarcophage, en marbre blanc, datant de l'époque mérovingienne est classé au titre des objets des monuments historiques depuis 1920[21].
- Source de Philibert II de Savoie dit le Beau. Lors d'une partie de chasse en 1504, l'époux de Marguerite d'Autriche, but l'eau glacée de la source et mourut d'une pleurésie à Pont-d'Ain quelques jours plus tard[22].
- Centre International de Saint-Vulbas, qui accueille par exemple des concerts du Printemps de Pérouges.

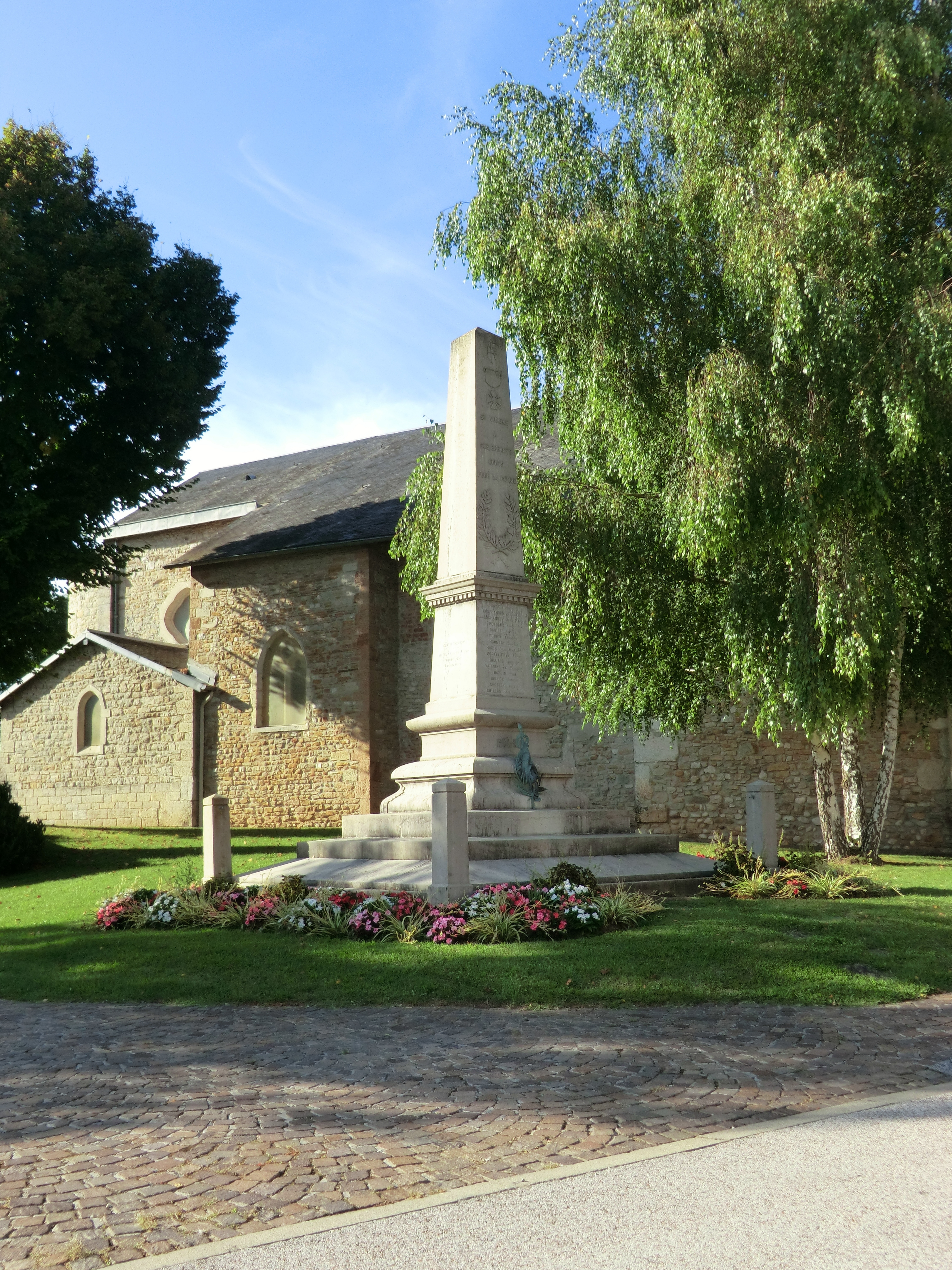
Monument aux morts de Saint-Vulbas.
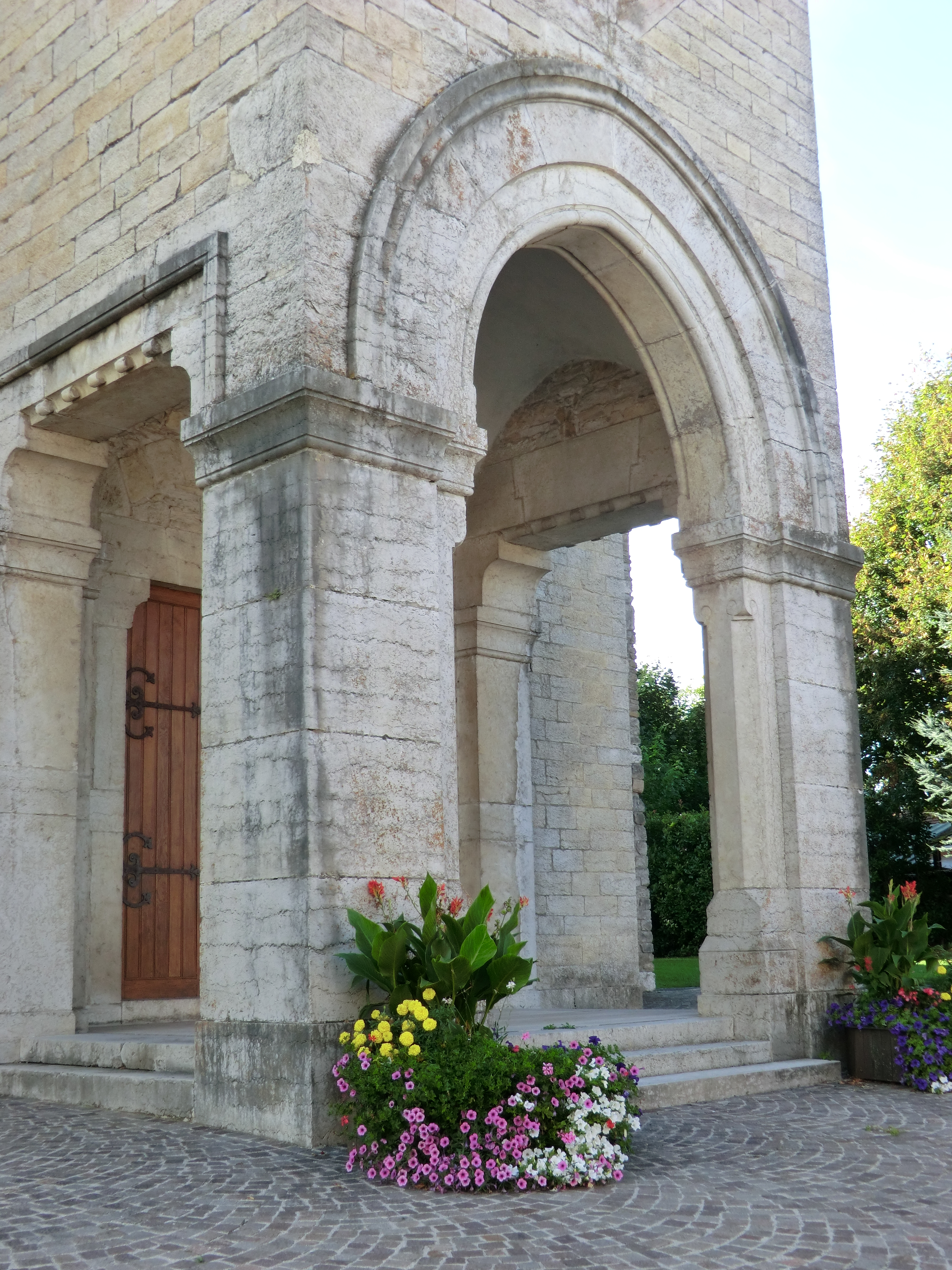
Porche de l'église.
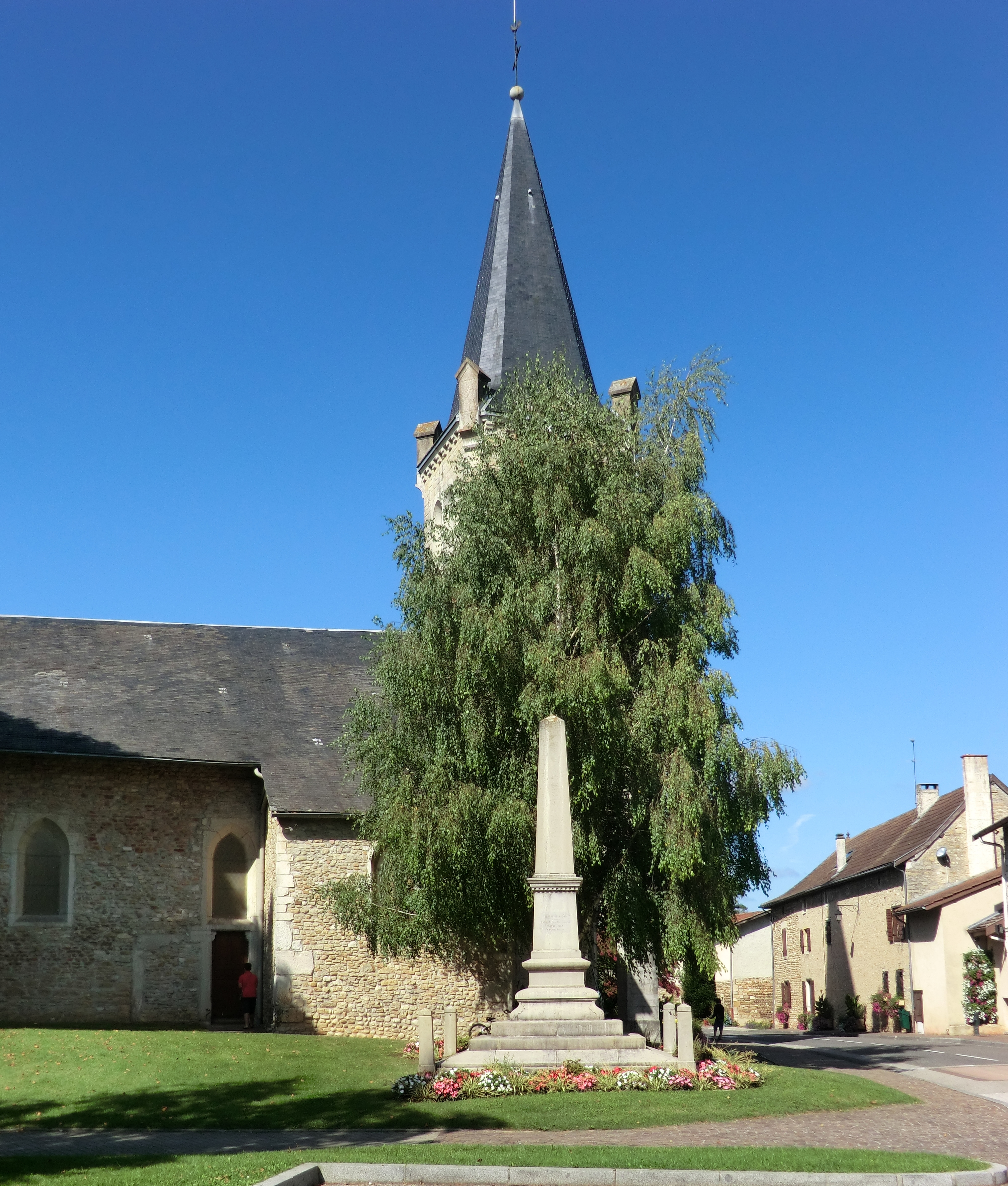
Monument aux morts et église de Saint-Vulbas.
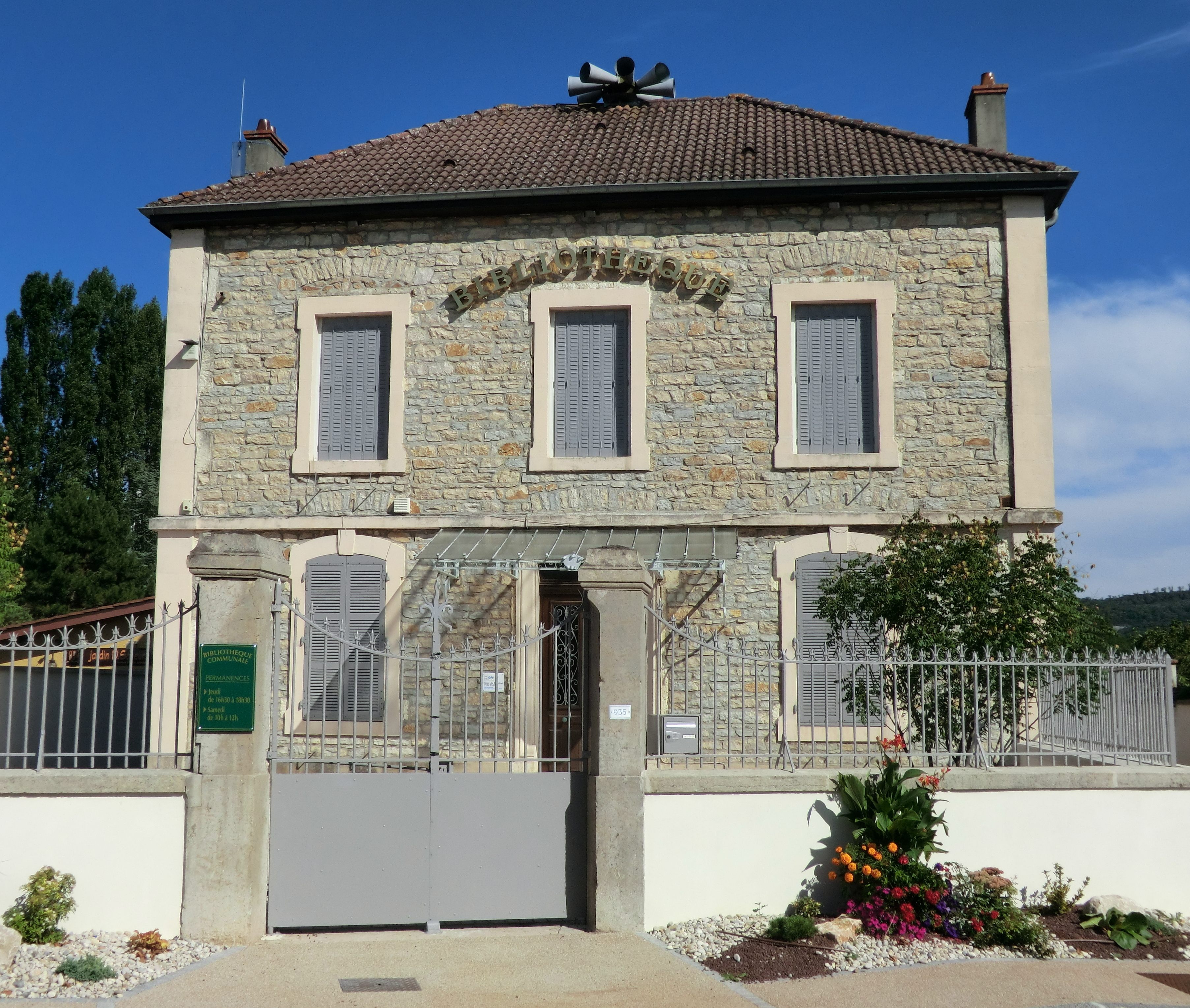
Bibliothèque de Saint-Vulbas.

### Espaces verts et fleurissement
En 2014, la commune de Saint-Vulbas bénéficie du label « ville fleurie » avec « 4 fleurs » attribuées par le Conseil national des villes et villages fleuris de France au concours des villes et villages fleuris.

### Héraldique
| Blason de Saint-Vulbas | Blason  | Écartelé, au premier de gueules au cavalier à l'antique nimbé d'or, la tête de front, la dextre levée, armé d'une épée d'or, sur un cheval contourné, le tout d'argent, au deuxième tiercé en pals irréguliers, celui du centre élargi en pointe, ceux des côtés élargis en chef, fascés, contre-fascés, ondés d'argent et d'azur, au troisième d'azur aux trois fasces ondées d'argent, au quatrième de gueules au signe de l'atome, vingt-quatre petits besants d'argent ordonnés en trois cercles concentriques, 8, 8 et 8, posés sur un besant du même bordé et ajouré de sable ; le tout sur une champagne d'or |
| Blason de Saint-Vulbas | Détails | |

## Économie
Sur le territoire de la commune se trouve la centrale nucléaire du Bugey : quatre réacteurs de la filière des réacteurs à eau pressurisée (REP) fonctionnent à une puissance nominale unitaire d'environ 900 mégawatts électriques pour une production qui représente environ 40 % de la consommation électrique de la région Auvergne-Rhône-Alpes.